# نادي تشينكونكو
نادي تشينكونكو (بالفرنسية:US Tshinkunku) هو نادي كرة قدم كونغولي ديمقراطي ويقع مقر النادي في كانانغا. يلعب الفريق مبارياته المنزلية على ملعب الشباب. سبق له ان فاز مرة واحدة بالدوري الوطني الكونجولي.